# ティーダヒート
TiiiDA（ティーダ、1994年5月30日 - ）は、日本の覆面レスラー。

## 経歴
- 2013年8月24日、琉球ドラゴンプロレスリングミュージックタウン音市場大会でティーダヒートとして対タイフーン・J・リック戦でデビュー[2]。
- 2020年2月23日、琉球ドラゴンを退団[3]。
- 11月24日、リングネームをTiiiDAに改名[4]。
- 2025年2月22日、大阪プロレスのルードユニットRogue nationの新メンバーとして登場。

## 得意技
ENGRAVE
シューティングスタープレスと同型。
スワントーンボム
セントーンアトミコと同型。
カナディアンデストロイヤー
RKO
トランスレイヴ
パイルドライバー

## 入場曲
- 初代 : イケナイ太陽（ORANGE RANGE）
- 2代目 : あ〜だご〜だお花畑野郎（NATURAL WEAPON）

## タイトル歴
- バトルロイヤル王座「チャンプルー王」
- 我栄トーナメント優勝
- DOVEタッグ王座